# Constantin Carathéodory
Constantin Carathéodory (görögül: Κωνσταντίνος Καραθεοδωρή; Berlin, 1873. szeptember 13.  – München, 1950. február 2.) görög matematikus, aki tudományos tevékenységének nagy részét Németországban végezte. Nagyban hozzájárult a valós analízis, a variációszámítás, valamint a mértékelmélet fejlődéséhez. Jelentős eredményeket ért el a konform reprezentációk terén is, ezenkívül a termodinamika axiomatikus megalapozásában is nagy szerepe volt.

## Élete
Görög szülők gyermekeként született Berlinben, majd Belgiumban nőtt fel, édesapja az Oszmán Birodalom nagyköveteként dolgozott Belgiumban, Szentpétervárott és Berlinben. Már gyermekként jól beszélt görögül és franciául, majd a Belgiumban töltött idő alatt a német nyelvet is teljesen elsajátította. Később angolul, olaszul és törökül is megtanult.
Matematikai tehetsége már a középiskola alatt megmutatkozott, azonban először katonai mérnöknek tanult, így került Egyiptomba, ahol 1900-ig az aszjúti-gát építésén dolgozott. Amikor a munkálatok szüneteltek (esetleges áradások miatt), akkor a magával vitt könyveket, Jordan és más matematikusok műveit tanulmányozta.

## Munkássága

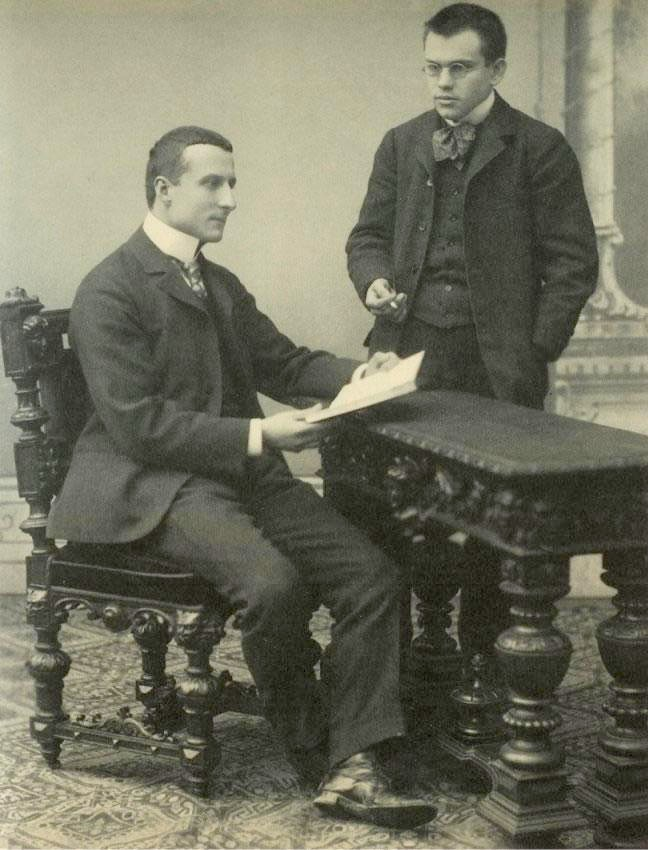
Constantin Carathéodory (balra) Fejér Lipóttal.

Matematikai tanulmányait a Humboldt Egyetemen kezdte, majd a Göttingeni Egyetemen fejezte be, később itt doktorált és habilitált. 1913 és 1919 között a Göttingeni Egyetem professzora, ahol Felix Klein utódja volt. 1919-ben a Porosz Tudományos Akadémia tagjává választották. 1920-tól 1924-ig Görögországban oktatott, ahol megalapította a Szmirnai Jón Egyetemet, amely azonban a város leégése miatt sosem fogadhatott diákokat. 1924-ben Németországba visszatérve a müncheni egyetem professzora volt, itt dolgozott 1938-as nyugdíjba vonulásáig. Ezután haláláig a Bajor Tudományos Akadémiának dolgozott.
Németországban jó viszonyt ápolt Minkowskival, Hilberttel, Kleinnal, Einsteinnel, Schwarzcal, valamint Fejér Lipóttal.
A valós analízisben közönséges differenciálegyenletek bizonyos feltételek mellett való megoldhatóságát bizonyította, a mértékelméletben pedig megalkotta a Carathéodory-féle kiterjesztési tételt, amely a modern mértékelmélet alapjának tekinthető. Később elméletét Boole-halmazokra is kiterjesztette. Nevéhez fűződik a máig megoldatlan Carathéodory-sejtés, miszerint minden zárt konvex felületnek van két umbilikus pontja. Ezeken kívül a termodinamika, variációszámítás és komplex analízis terén elért eredményei is jelentősek.

## Fordítás
Ez a szócikk részben vagy egészben  a   Constantin Carathéodory című angol Wikipédia-szócikk fordításán alapul.  Az eredeti cikk szerkesztőit annak laptörténete sorolja fel. Ez a jelzés csupán a megfogalmazás eredetét és a szerzői jogokat jelzi, nem szolgál a cikkben szereplő információk forrásmegjelöléseként.